# بيغ جيم وين
بيغ جيم وين (بالإنجليزية: Jim Wynn)‏ هو عازف ساكسفون أمريكي، ولد في 21 يونيو 1912 في إل باسو في الولايات المتحدة، وتوفي في 19 يوليو 1977 في لوس أنجلوس في الولايات المتحدة.

## وصلات خارجية
- بيغ جيم وين على موقع ميوزك برينز (الإنجليزية)
- بيغ جيم وين على موقع أول ميوزيك (الإنجليزية)
- بيغ جيم وين على موقع ديسكوغز (الإنجليزية)